# Esther Arroyo
María Esther Julia Arroyo Bermúdez, más conocida como Esther Arroyo (Cádiz, 29 de marzo de 1968), es una modelo, actriz y presentadora de televisión española.

## Biografía
Tuvo su primer hijo con Francisco Mayor. Contrajo matrimonio en dos ocasiones, la primera con el Míster Venezuela 1996 José Gregorio Faría Ojeda y finalmente con su actual pareja, Antonio Navajas, con el que también ha tenido una hija.

### Trayectoria profesional
Fue elegida Miss España en 1990, en una gala que tuvo lugar en Maliaño (Cantabria). A partir de aquel momento comenzó su trayectoria en televisión y cine, como presentadora (Homo Zapping en su primera temporada) colaboradora (Sabor a ti) y actriz. Su debut interpretativo fue en la serie Más que amigos, aunque su papel más destacado fue el de Ali en la serie Periodistas, que interpretó durante cuatro años. En 1996 fue la pregonera del Carnaval de Cádiz, su tierra natal.
Más tarde participó en otras series, siendo la última Los Serrano, a la que se incorporó en abril de 2007. En la misma época fue participante y finalista de una de la ediciones del concurso de baile de La 1 ¡Mira quién baila! y presentadora del concurso El rey de la comedia (2007) en La 1, junto a Edu Soto. Durante 2008 protagonizó la serie española La familia Mata.
En cine ha colaborado en la película Atún y chocolate de Pablo Carbonell y en 2004 fue la voz española de Mirage en la película Los Increíbles.
En verano de 2016 reaparece en televisión y vuelve a la vida pública para colaborar en la nueva temporada de Amigas y conocidas de TVE. En octubre de 2016 se incorpora como concursante de la quinta edición de Tu cara me suena en Antena 3.
Además, en mayo de 2017 ficha para colaborar como comentarista en Fantastic Dúo. En 2023 fichó también por el programa El mejor en Telemadrid.

### Accidente de tráfico
En la mañana del 10 de octubre de 2008 sufrió un grave accidente que frustró su trayectoria como actriz y le obligó a seguir duros procesos de rehabilitación médica durante años. El suceso ocurrió en la carretera N-340 a la altura de Vejer de la Frontera (Cádiz) cuando iba en coche acompañada de la cantante Ana Torroja. Fue trasladada al Hospital Universitario de Puerto Real con rotura de tibia y peroné. El accidente le dejó graves secuelas. Esther viajaba en un Chrysler Voyager conducido por su esposo, Antonio Navajas (al que llaman familiarmente "Fresquito"). Antonio chocó frontalmente con una furgoneta Ford Transit. En el asiento del copiloto iba Esther, que residía en Tarifa donde regentaba el hotel Casablanco junto con Ana. Ana viajaba en los asientos traseros junto a su marido Rafael Luque y junto a otros dos amigos residentes en Tarifa: Miguel Ángel Horga García y Ulises de Assas Rodríguez. Todos realizaban un viaje de placer a Santander. Ulises murió pocas horas después en el Hospital de Puerto Real a consecuencia de las heridas sufridas en el accidente. Los demás ocupantes de los vehículos implicados sufrieron heridas de distinta consideración pero sobrevivieron.
En septiembre de 2012, Esther Arroyo anunció su retirada completa de la vida pública por las secuelas del accidente y solicitó la invalidez permanente. Se la concedieron en enero de 2013. Pero no fue hasta 2015 cuando se resolvió el juicio, el cual fue recurrido por la compañía de Pelayo Seguros, lo cual mermó la indemnización recibida en primera instancia en 133 000 €, por el fallo con sentencia firme de la Audiencia Provincial de Cádiz. Dicho controvertido y extenso proceso judicial, supuso un grave perjuicio para el matrimonio, por el cual perdieron su vivienda por desahucio, y en declaraciones llegaron a afirmar "no tenemos dinero ni para pagar la luz".

## Filmografía

### Películas
| Películas | Películas        | Películas | Películas              |
| Año       | Título           | Personaje | Notas                  |
| --------- | ---------------- | --------- | ---------------------- |
| 2004      | Atún y chocolate | Suripanta | Papel secundario       |
| 2004      | Los Increíbles   | Mirage    | Papel de voz           |
| 2005      | Mentiras         | Natalia   | Película de televisión |
| 2014      | Ra.Uno           | Sonia     | Papel de voz           |

### Series de televisión
| Series de televisión | Series de televisión    | Series de televisión | Series de televisión | Series de televisión |
| Año                  | Título                  | Cadena               | Personaje            | Notas                |
| -------------------- | ----------------------- | -------------------- | -------------------- | -------------------- |
| 1997                 | Más que amigos          | Telecinco            | Aitana               | 2 episodios          |
| 1998-2002            | Periodistas             | Telecinco            | Alicia Rocha         | 113 episodios        |
| 2003                 | 7 vidas                 | Telecinco            | Sandra               | 1 episodio           |
| 2004-2005            | Un paso adelante        | Antena 3             | Irene Miró           | 26 episodios         |
| 2007                 | Como el perro y el gato | TVE                  | Patricia             | 3 episodios          |
| 2007                 | Los Serrano             | Telecinco            | Miriam               | 2 episodios          |
| 2008-2009            | La familia Mata         | Antena 3             | Montse               | 22 episodios         |
| 2011                 | Vida loca               | Telecinco            | Ana Ferrán           | 20 episodios         |

### Programas de televisión
| Programas de televisión | Programas de televisión                | Programas de televisión | Programas de televisión         |
| Año                     | Título                                 | Cadena                  | Notas                           |
| ----------------------- | -------------------------------------- | ----------------------- | ------------------------------- |
| 1995                    | El trampolín                           | Telecinco               | Copresentadora                  |
| 1995                    | Mójate                                 | Telecinco               | Presentadora                    |
| 2002                    | Vídeos, vídeos                         | Antena 3                | Presentadora                    |
| 2003                    | Un canguro muy famoso                  | Canal Sur               | Presentadora                    |
| 2003-2004               | Homo Zapping                           | Antena 3                | Presentadora                    |
| 2003-2004               | Sabor a ti                             | Antena 3                | Colaboradora                    |
| 2004                    | Ya es viernes... o ¿no?                | Antena 3                | Colaboradora                    |
| 2005                    | Plan C                                 | Telecinco               | Colaboradora                    |
| 2005-2006               | Gente de primera                       | TVE                     | Presentadora                    |
| 2007                    | ¡Mira quién baila!                     | TVE                     | Concursante; 3.ª clasificada    |
| 2007                    | El rey de la comedia                   | TVE                     | Presentadora                    |
| 2007-2008               | Channel n.º4                           | Cuatro                  | Colaboradora                    |
| 2016                    | Amigas y conocidas                     | TVE                     | Colaboradora                    |
| 2016-2017               | Tu cara me suena                       | Antena 3                | Concursante; 6.ª clasificada    |
| 2017                    | Fantastic Dúo                          | TVE                     | Comentarista                    |
| 2017 - 2019             | Original y copla                       | Canal Sur               | Jurado                          |
| 2019                    | Trabajo temporal                       | TVE                     | Participante                    |
| 2019                    | Arusitys Prime                         | Antena 3                | Colaboradora                    |
| 2020                    | Aguja Flamenca                         | Canal Sur               | Presentadora                    |
| 2021                    | Family Feud: La batalla de los famosos | Antena 3                | Participante                    |
| 2021                    | Chef al oído                           | Canal Sur               | Presentadora                    |
| 2021                    | La noche D                             | TVE                     | Invitada junto a Rossy de Palma |
| 2023                    | El mejor                               | Telemadrid              | Jurado                          |
| 2023                    | El show de Bertín                      | Canal Sur               | Colaboradora                    |

| Especial Verano Esther y Lombo Presentado por: Toñi Moreno, Manuel Díaz 'El Cordobés', Fernando Romay, Blanca Manchón y Laura Sánchez.
Artistas: Marisol Bizcocho, Rafa Sánchez, La Húngara, Demarco Flamenco, Paco Candela, Medina Azahara, Santi Rodríguez, Roko, Cantores de Híspalis, Carlos Baute, Las Soles, Kiko y Shara, Manu Sánchez, Leonor Lavado, Hakim y Patrick Manuel.

## Sucesión de Miss España
| Predecesora: Raquel Revuelta | Miss España 1990 | Sucesora: Sofía Mazagatos |